# Clan di Camaro
Il clan di Camaro è un clan mafioso originario del villaggio "Camaro" situato in una zona rionale a Ovest del centro di Messina. È considerato uno dei più influenti gruppi di criminalità organizzata della città metropolitana di Messina. Tra le attività illecite principali svolte dal clan vi sono l'estorsione, l'usura, e il voto di scambio. Tale compagine criminale amplia il suo raggio di influenza anche ad altri quartieri limitrofi come Bisconte e Catarratti.

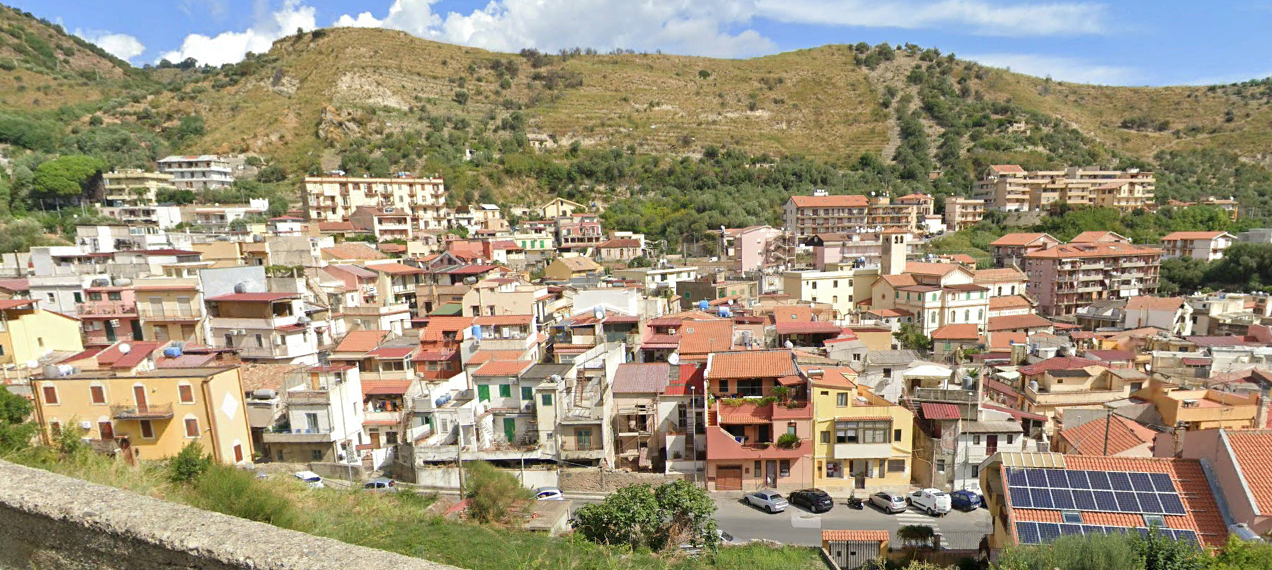
L'antico casale di Camaro Superiore

## Storia
Il villaggio di Camaro, in origine era un casale separato dalla città di Messina, che col tempo è stato sempre più inglobato nella realtà cittadina con l'espansione post-bellica e con il boom dell'edilizia popolare. A differenza delle altre zone della città in cui si sono sviluppati fenomeni mafiosi, Camaro non riversa in gravi condizioni di degrado urbano e sociale ad eccezione di qualche frazione. Non vi sono relazioni o articoli consultabili pubblicamente che forniscano narrazioni credibili sull'esistenza di un vero e proprio clan a Camaro durante le guerre di mafia che riguardarono la realtà criminale di Messina negli anni 80 e 90, ma nonostante ciò il contesto di Camaro è stato teatro di numerosi fatti di sangue. Si sa che alcuni individui che negli ultimi tempi hanno avuto a che fare con il clan, hanno preso parte ad alcune vicende di quell'epoca. È il caso del pentito Vincenzo Nunnari (fratello di Gioacchino Nunnari, un affiliato al clan Sparacio, il gruppo che controllava la città negli anni 90), che rilasciò alcune dichiarazioni durante il processo "Matassa". Egli fornì alcuni dettagli importanti, identificando Carmelo Ventura come boss indiscusso del Clan di Camaro. Secondo Nunnari, tutti gli esercizi commerciali di Camaro e del Viale Europa sono soggetti all'imposizione del pizzo per ricevere la protezione del clan. Il pentito chiarisce pure che tale compagine criminale cerca di non commettere atti particolarmente violenti su indicazione del boss Ventura al fine di non attirare l'attenzione perché come descrive “se ci sono soldi ci sono per tutti, se c’è guerra ci sequestrano i patrimoni, finiscono i soldi e qualcuno sottoterra”. Nell'operazione "Matassa" venne coinvolto anche un altro boss del clan di Camaro, ovvero Santi Ferrante, membro più anziano del gruppo criminale. In occasione delle consultazioni elettorali per il rinnovo del consiglio regionale del 28-29 ottobre 2012, delle elezioni politiche del 24-25 febbraio 2013 e delle elezioni amministrative per il rinnovo del consiglio comunale di Messina del 9-10 giugno 2013, il clan è stato indicato come possibile responsabile di aver ostacolato la libertà di voto corrompendo gli elettori in cambio di beni di vario tipo per favorire alcuni candidati tra cui Francantonio Genovese. Nel 2013 si è svolta l'operazione "Richiesta" in cui sono stati 12 gli arresti per il clan di Camaro, a causa di estorsioni, detenzione di sostanze stupefacenti, furti e danneggiamenti.